# Roman Harris
Roman Harris es un personaje ficticio de la serie de televisión australiana Home and Away, interpretado por el actor australiano Conrad Coleby del 2007 hasta el 11 de junio del 2009.

## Biografía
Roman llegó a Bay a finales del 2007 y se convirtió en copropietario y chef del restaurante. Le ofreció un hogar a Aden Jefferies y a su hija Nicole Franklin, cuando esta llegó de imprevisto a la bahía. Roman salió con Martha Mackenzie durante un tiempo hasta que ella se dio cuenta de que al que en realidad amaba era a Jack. 
Más tarde salió con la policía Charlie Buckton, sin embargo las cosas no duraron ya que el todavía amaba a Martha. Después de un corto romance con Leah Patterson, quedó ciego a causa de un accidente de coche y poco después descubrió que tenía un problema psicológico provocado por su experiencia en Afganistán, cuando le disparó a uno de sus hombres para proteger a su amigo, Gardy mientras servían en el SAS.
Poco después Roman recobró la vista pero Gardy lo obligó a cometer una serie de robos, esto no resultó bien y ambos terminaron disparándose entre sí, sin embargo Roman se recuperó y se entregó a la policía, no sin antes despedirse de su hija Nicole, quien quedó destrozada por la partida de su padre.
Es muy buen amigo de Miles Copeland y Morag Bellingham.